# 대한민국 형법 제5조
대한민국 형법 제5조는 외국인의 국외범에 대한 형법총칙의 조문이다.

## 조문
제5조(외국인의 국외범) 본법은 대한민국영역 외에서 다음에 기재한 죄를 범한 외국인에게 적용한다.
1. 내란의 죄
2. 외환의 죄
3. 국기에 관한 죄
4. 통화에 관한 죄
5. 유가증권, 우표와 인지에 관한 죄
6. 문서에 관한 죄 중 제225조 내지 제230조
7. 인장에 관한 죄 중 제238조

## 비교 조문
일본형법 제3조의2 (국민 이외의 자의 국외범) 이 법률은 일본 외에서 일본국민에 대하여 다음에 정하는 죄를 범한 일본국민 이외의 자에게 적용한다.
1. 제176조 내지 제179조(강제추행, 강간, 준강제추행 및 준강간, 집단강간 등, 미수죄) 및 제181조(강제추행 등 치사상)의 죄
2. 제199조(살인)의 죄 및 그 미수죄
3. 제204조(상해) 및 제205조(상해치사)의 죄
4. 제220조(체포 및 감금) 및 제221조(체포 등 치사상)의 죄
5. 제224조 내지 제228조(미성년자 약취 및 유괴, 영리목적 등 약취 및 유괴, 몸값 목적약취 등, 국외이송목적약취 등, 인신매매, 피약취자국외이송, 수수<授受> 등, 미수죄)의 죄
6. 제236조(강도) 및 제238조 내지 제241조(사후강도, 혼취<昏醉>강도, 강도치사상, 강도강간 및 동 치사)의 죄 및 이러한 죄의 미수죄
[평15(2003년) 법122 본조 추가, 평16(2004년) 법156, 평17(2005년) 법 66 본조 개정]

## 판례
- 국가보안법 제6조 제2항의 “반국가단체나 그 구성원의 지령을 받거나 받기 위하여 또는 그 목적수행을 협의하거나 협의하기 위하여 잠입하거나 탈출한 자” 및 같은 법 제8조 제1항의 “국가의 존립·안전이나 자유민주적 기본질서를 위태롭게 한다는 정을 알면서 반국가단체의 구성원 또는 그 지령을 받은 자와 회합·통신 기타의 방법으로 연락을 한 자”의 적용과 관련하여, 독일인이 독일 내에서 북한의 지령을 받아 베를린 주재 북한이익대표부를 방문하고 그곳에서 북한공작원을 만났다면 위 각 구성요건상 범죄지는 모두 독일이므로 이는 외국인의 국외범에 해당하여, 형법 제5조와 제6조에서 정한 요건에 해당하지 않는 이상 위 각 조항을 적용하여 처벌할 수 없다.[1]
- 캐나다 국적인 사람이 캐나다에서 투자금을 교부받더라도 이를 선물시장에 투자하여 운용할 의사나 능력이 없음에도 대한민국 국민을 기망하여 투자금 명목의 돈을 편취한 경우 캐나다 법률에 의하여 범죄를 구성하고 그에 대한 소추나 형의 집행이 면제되지 않는 경우에만 형법을 적용할 수 있다.[2]

## 같이 보기
- 세계주의
- 대한민국 형법 제207조의 제3항
- 대한민국 형법 제296조의2